# Lei do Parto Anônimo
A Lei do Parto anônimo autoriza a mãe que não pode ou não deseja ficar como o seu filho a registrar um nome fictício no hospital (ficando anônima) e após o parto deixar seu filho para que seja colocado em adoção por uma casa de abrigo de crianças.